# Aujourd'hui, demain et après-demain
Pour plus de détails, voir Fiche technique et Distribution.
Aujourd'hui, demain et après-demain (Oggi, domani, dopodomani) est un film, une comédie à l'italienne composée de trois épisodes, tournée en 1965 et réalisée par Eduardo De Filippo, Marco Ferreri et Luciano Salce, ,.

## Synopsis

### L'uomo dei cinque palloni (L'Homme aux cinq ballons)
À Milan, un industriel possède une usine modèle où il soigne le moindre détail de fonctionnement. La nouvelle compagne publicitaire prevoit l'usage de petits ballons ce qui lui pose un problème insolite : « quel est le volume maximal d'air qui peut être insufflé dans le petit ballon sans le faire exploser ».
Pendant toute une journée de congé qu'il passe avec sa fiancée, l'homme est sous l'emprise de cette question obsessionnelle. La jeune fille exaspérée par cette fixation le quitte et lui, incapable de résoudre le problème finit par se défenestrer de son appartement et finit par tomber sur une automobile dont le propriétaire s'emporte, préoccupé seulement par les dommages subis par la voiture.
Cet épisode est ressorti en version longue en 1969 sous le titre Break-up, érotisme et ballons rouges (L'uomo dei cinque palloni).

### L'ora di punta (L'Heure de pointe)
Michele après un séjour à l'étranger rentre en Italie et est hébergé à Rome par son ami d'enfance Arturo. Arturo semble avoir un rapport idyllique avec sa belle épouse Dorotea, mais à table Arturo tache la cravate de Michele et ce banal contre temps altère la bonne entente, Dorotea s'emporte faisant à Arturo d'innombrables reproches. Arturo sort un pistolet et tire sur son épouse sans la toucher, celle-ci après avoir eu la peur de sa vie se calme et redevient douce. 
Pendant la nuit, Arturo avoue à Michele davoir mis au point ce système afin de faire peur à sa femme et d'obtenir ainsi tout ce qu'il veut, le pistolet étant le plus souvent chargé à blanc. Le lendemain un autre litige banal est résolu de la même façon, cette fois-ci la balle est réelle mais la balle ne touche pas Dorotea. 
Tandis que Arturo accompagne Michele à la gare, le quartier est le siège d'une série de déflagrations . La méthode d'Arturo a été adoptée par la plus grande partie des maris voisins et le matin est « l'heure de pointe » pour les tirs qui rétablissent la paix dans les ménages du quartier.

### La moglie bionda (La Femme blonde)
Mario est un banquier et a épousé Pepita, une beauté américaine qui ne brille pas pour son intelligence et a un train de vie très dépensier. Un client de la banque est un prince arabe qui a la passion pour les femmes blondes. En effet, celui-ci pendant ses périples à travers le monde en a achetées quelques dizaines à leurs maris, puis les a épousées. Mario décide ainsi de vendre Pepita à l’émir, mais celui-ci refuse car il possède déjà une femme qui ressemble point par point à Pepita. Toujours disposé à vendre son épouse, Mario se rend avec Pepita en Afrique afin de la proposer à d'autres nobles mais l'émir avec lequel Mario rentre en contact se revèle être homosexuel et ne possède qu'un harem d'hommes, ainsi c'est finalement Pepita qui lui vend son mari en échange d'une grosse somme d'argent. Pepita rentre donc en Italie où elle peut s'adonner à son passe temps favori, dépenser sans compter.

## Fiche technique
- Titre original : Oggi, domani, dopodomani
- Réalisation : Eduardo De Filippo, Marco Ferreri et Luciano Salce .
- Scénario : Eduardo De Filippo, Marco Ferreri, Castellano et Pipolo, Isabella Quarantotti, Rafael Azcona, Marco Ferreri et Luciano Salce
- Directeur de la photographie :Gianni Di Venanzo, Mario Montuori et Aldo Tonti
- Monteur : Renzo Lucidi, Marcello Malvestito et Adriana Novelli
- Musique : Teo Usuelli
- Costumes :
- Scénographie : Carlo Egidi, Luigi Scaccianoce et Ferdinando Scarfiotti
- Producteur :Carlo Ponti
- Maison de production :CCC Roma - Les Films Concorde Paris
- Distribution : Interfilm
- Genre : Comédie à l'italienne
- Pays :  Italie
- Durée : 95 minutes
- Date de sortie :
  - Italie : 28 décembre 1965
  - États-Unis : 29 juillet 1968
  - Portugal : 1er août 1969
  - Mexique : 5 décembre 1969
  - Danemark : 11 mars 1970
  - France :8 juillet 2009	(DVD première)

## Distribution
L'uomo dei 5 palloniRéalisation Marco Ferreri
- Marcello Mastroianni: Mario
- Catherine Spaak: Giovanna
- Marco Ferreri:  (non crédité)
- Ugo Tognazzi: homme à la voiture (non crédité)

L'ora di puntaRéalisation de Eduardo De Filippo
- Marcello Mastroianni: Michele
- Virna Lisi: Dorotea
- Luciano Salce: Arturo Rossi

La moglie biondaRéalisation de Luciano Salce
- Marcello Mastroianni: Michele
- Pamela Tiffin: Pepita
- Lelio Luttazzi: l'ami de Michele (non crédité)
- Raimondo Vianello: Commissaire (non crédité)
- Enzo La Torre (non crédité)